# 131-я стрелковая дивизия (1-го формирования)
131-я стрелковая дивизия 1-го формирования (131-я сд) — воинское соединение Вооружённых сил СССР, принимавшее участие в Великой Отечественной войне.
Боевой период — с 29 июля по 27 декабря 1941 года.

## История
Дивизия была создана 29 июля 1941 года путём переформирования 131-й моторизованной дивизии. Принимала участие в оборонительных боях на Украине.
На 31 июля занимала оборону в районе Остап и Радогощи. 5 августа она вместе с 9-м механизированным корпусом отошла к Давидкам. При этом в оперативных сводках она продолжала фигурировать как 131-я мд.
В ходе боёв дивизия постепенно отводилась всё дальше на восток. 21 августа она вместе с 195-й и 193-й сд отошла на промежуточный рубеж Великая Черниговка, Народичи, северная окраина Большие Клещи. 14 сентября занимала позиции в районе Крихаево. На следующий день немцы сумели сомкнуть кольцо, в результате чего в окружении оказались 5-я, 21-я, 26-я и 37-я армии. В ходе последующих боёв дивизия погибла в Киевском котле.
Была официально расформирована лишь 27 декабря 1941 года.

## Боевой состав
- 58-й стрелковый полк
- 593-й стрелковый полк
- 743-й стрелковый полк
- 409-й артиллерийский полк
- 182-й отдельный истребительно-противотанковый дивизион
- 303-й отдельный зенитный артиллерийский дивизион
- 115-й разведывательный батальон
- 218-й сапёрный батальон
- 154-й отдельный батальон связи
- 225-й медико-санитарный батальон
- 140-й автотранспортный батальон
- 520-я полевая почтовая станция
- 1345-я полевая касса Госбанка[1]

## Подчинение
| На дату    | Фронт              | Армия     | Корпус |
| ---------- | ------------------ | --------- | ------ |
| 01.08.1941 | Юго-Западный фронт | 5-я армия | -      |
| 01.09.1941 | Юго-Западный фронт | 5-я армия | -      |

## Командиры
- Морозов, Павел Иванович (29 июля — 27 декабря 1941 года), полковник.